# Driemond
Driemond (52° 18′ N, 5° 01′ L) é uma vila dos Países Baixos, na província de Holanda do Norte. Driemond pertence ao município de Amsterdam, e está situada a 11 km, a oeste de Bussum.
Em 2001, a vila de Driemond tinha 1422 habitantes. A área urbana da vila é de 0.2 km², e tem 571 residências.
Antes de 1966 Driemond era parte do município de Weesperkarspel, e foi chamado "Geinbrug". O nome "Driemond" significa "Três Foz" e foi dado porque três rios pequenos, o Gein, Gaasp e Smal Weesp (parte do Vecht) se juntam na vila. O nome Driemond também foi o nome de uma grande casa que se situava onde hoje tem a vila. Da grande casa só resta o fonte que está hoje em Frankendael no bairro Watergraafsmeer em Amsterdam.
A vila tem duas escolas, uma oficina postal, um supermercado, um açouque e um time de futebol chamado SV Geinburgia.